# Black Diamond (álbum de Buraka Som Sistema)
Black Diamond é o primeiro álbum de originais da banda portuguesa Buraka Som Sistema lançado a 21 Setembro de 2008 pela Sony BMG. O álbum conta com algumas participações especiais assim como: M.I.A, Virus Syndicate, Pongolove, Deize Tigrona, Puto Prata e Dj Znobia, entre outros. O álbum esteve 18 semanas na tabela dos discos mais vendidos em Portugal, alcançando a 4ª posição. A música Kalemba (Wegue Wegue) faz parte da banda sonora do videojogo Need for Speed: Shift e do jogo FIFA 10.

## Críticas
Na sequência de dois EPs que transformaram o colectivo num verdadeiro fenómeno aquém e além fronteiras, Black Diamond, primeiro longa-duração dos Buraka Som Sistema, levou o sucesso do kuduro para outro patamar.
Os singles "Sound of Kuduro" (com a britânica M.I.A. a brilhar nas vocalizações), "Kalemba (Wegue wegue)" e "Aqui Para Vocês" tornaram-se clássicos instantâneos.
| Críticas profissionais                                                      | Críticas profissionais |
| Avaliações da crítica                                                       | Avaliações da crítica  |
| Fonte                                                                       | Avaliação              |
| --------------------------------------------------------------------------- | ---------------------- |
| Pitchfork Media                                                             | [ 4 ]                  |
| No Ripcord                                                                  | [ 5 ]                  |
| sputnikmusic                                                                | [ 6 ]                  |
| Blitz                                                                       | (sem nota)             |
| Esta tabela precisa de ser acompanhada por texto em prosa. Consulte o guia. |                        |

## Faixas
1. Luanda Lisboa (feat. Dj Znobia)
2. Sound of Kuduro (feat M.I.A., Dj Znobia, Saborosa, Puto Prata)
3. Aqui para vocês (feat. Deize Tigrona)
4. Kalemba (Wegue Wegue) (feat. Pongo Love)
5. Kurum
6. IC 19
7. Tiroza (Feat. Bruno M)
8. General
9. New Africas pt. 1
10. New Africas pt. 2
11. Beef
12. Black Diamond (Feat. Virus Syndicate)